# Gavin McCann
Gavin Peter McCann (* 10. Januar 1978 in Blackpool) ist ein ehemaliger englischer Fußballspieler. Der Mittelfeldspieler stand bei den Erstligisten FC Everton, AFC Sunderland, Aston Villa und Bolton Wanderers unter Vertrag. In seiner einzigen Zweitligasaison 1998/99 gehörte er zu der Mannschaft von Sunderland, die mit 105 Punkten deutlich den Aufstieg in die Premier League sicherte.

## Sportlicher Werdegang

### FC Everton (1995–98)
McCann wurde zwei Jahre lang in der nationalen Fußballakademie des englischen Fußballverbandes in Lilleshall ausgebildet. Dazu war er ein Produkt der Jugendabteilung des FC Everton und später fiel er in der Reservemannschaft der „Toffees“ auf. Mit einem guten Passspiel ausgestattet und gleichsam zweikampfstark wurde er im Juli 1995 in die erste Mannschaft von Everton geholt. Zu einem Einsatz kam er jedoch in den folgenden beiden Jahren nicht und erst zum letzten Spiel der Saison 1996/97 durfte er zumindest auf der Ersatzbank Platz nehmen. Nach seinem Ligadebüt per Einwechslung am 24. September 1997 gegen Newcastle United (0:1) kam er zum Ende der Spielzeit ab April 1998 zu fünf Auftritten in der Startelf ohne Unterbrechung. Es sah danach aus, als könnte er unter Trainer Howard Kendall weitere Entwicklungsschritte machen und Konkurrenten wie Claus Thomsen hinter sich lassen. Als dann jedoch Walter Smith Kendall beerbte und dieser John Collins und Olivier Dacourt verpflichtete, standen McCanns Zeichen auf Abschied. Er spielte weiter in der Reservemannschaft, bevor er sich Ende November 1998 dem Zweitligisten AFC Sunderland anschloss.

### AFC Sunderland (1998–2003)
In den restlichen Partien der laufenden Saison war McCann im Team von Peter Reid Ergänzungsspieler, der jedoch mit elf Ligaeinsätzen (davon fünf von Beginn an) seinen Anteil am überlegenen Gewinn der Zweitligameisterschaft und der damit verbundenen Rückkehr in die Premier League hatte. Dazu gelangen ihm im FA Cup um Ligapokal seine ersten beiden Pflichtspieltore. In der folgenden Spielzeit 1999/2000 gelang ihm der sportliche Durchbruch, als er sich nicht nur in die Stammmannschaft spielte, sondern mit fünf Treffern für die dringend benötigte Torgefahr aus dem Mittelfeld sorgte. Obwohl er nach einer Kreuzbandverletzung im Februar 2000 die Saison vorzeitig beenden musste, wurde er vereinsintern zum besten Jungprofi gewählt. Er feierte das Comeback im November 2000 und die Leistungen entwickeln sich derart positiv, dass er in den Fokus der englischen A-Nationalmannschaft geriet. Englands Trainer Sven-Göran Eriksson ermöglichte ihm am 28. Februar 2001 per Einwechslung gegen Spanien das Länderspieldebüt, dem jedoch im weiteren Verlauf seiner Karriere keine weiteren Einsätze mehr folgten. Highlights in der Saison 2000/01 waren für McCann ein Weitschusstreffer gegen Arsenals David Seaman im Dezember 2000 sowie ein „Last-Minute-Ausgleichstor“ gegen Aston Villa. Sunderlands Entwicklungskurve zeigte anschließend nach unten und auch McCanns Leistungen schwankten. Dazu kam die zunehmende Anzahl von Verwarnungskarten und im spannenden Abstiegskampf der Saison 2001/02 musste er bei den letzten beiden Partien pausieren. Im Jahr darauf stieg Sunderland als abgeschlagener Tabellenletzter in die zweite Liga ab und McCann erhielt die Freigabe für einen Vereinswechsel.

### Aston Villa (2003–07)
McCann blieb mit dem Wechsel für 2,25 Millionen Pfund zu Aston Villa der Premier League erhalten und bei seinem neuen Verein führte er sich im defensiven Mittelfeld gut ein. Speziell gegen den späteren Meister FC Chelsea wurde seine Leistung im September 2004 gerühmt, da er es verstand, zahlreiche Angriffsversuche des hochkarätigen Gegners mit gewonnenen Zweikämpfen zu unterbinden. Nach der Jahreswende 2004/05 musste er dann aufgrund von Knieproblemen und einer anschließenden Operation die Saison vorzeitig beenden. In den folgenden beiden Jahren bis Mitte 2007 blieb McCann einer der beständigsten Spieler in den Reihen von Aston Villa und war zumeist „gesetzt“, es sei denn, er war aufgrund von Verwarnungskarten gesperrt. Er wechselte danach zu den Bolton Wanderers. Die Ablösesumme betrug eine Million Pfund und der Transfer wurde von Missklängen begleitet, als Sunderland Spieleragent Tony McGill Ansprüche anmeldete, indem er angab, bei dem Wechsel unrechtmäßig außen vor gelassen worden zu sein.

### Bolton Wanderers (2007–11)
In den aufstrebenden Team von Trainer Sammy Lee galt McCann zwar in erster Linie als Ergänzungsspieler, aber nach seinem 1:0-Siegtreffer im UEFA-Pokal gegen Roter Stern Belgrad kam er im Verlauf der Saison 2007/08 regelmäßiger zum Zuge. Als sich das Team unverhofft im Abstiegskampf wiederfand, sorgte er im April 2008 mit einem weiteren Tor zum 1:0 gegen den FC Middlesbrough für drei wichtige Punkte. Da es in Boltons Reihen mehr beachtete Mitspieler gab, verrichtete McCann häufig unauffällig seine Arbeit und auch im zweiten Jahr war er mehr auf als außerhalb des Platzes zu finden (mit einem persönlichen Höhepunkt beim 3:1-Auswärtssieg im Oktober 2008 gegen West Ham United). Während der Saison 2009/10 mehrte sich die Konkurrenz im Mittelfeld der Bolton Wanderers und McCann kam nur noch sporadisch zum Einsatz. Am 20. Januar 2010 absolvierte er beim FC Arsenal (2:4) sein letztes Pflichtspiel. Danach ließ er sich am Knöchel operieren und zum Ende der Saison teilte ihm die Vereinsführung mit, dass der noch bis Mitte 2011 laufende Vertrag mit ihm nicht verlängert werden würde. Nach einer insgesamt 16-montigen Pause beendete McCann seine aktive Karriere.

### Aktivitäten nach der Spielerlaufbahn
McCann wechselte nach dem Ende seiner Spielerlaufbahn in die Nachwuchsabteilung der Bolton Wanderers, um dort als Jugendtrainer zu arbeiten.
Im September 2015 übernahm McCann in seiner Heimat Blackpool die Leitung der Trainingsarbeit in der vereinseigenen Akademie, um für den FC Blackpool Akademie-Trainingsprogramme auszuarbeiten und umzusetzen – mit dem Ziel, junge Talent in erster Linie technisch auf dem Weg in die erste Mannschaft zu schulen. Bereits sieben Jahre hatte McCann mit Jamie Milligan eine eigene Fußballschule ins Leben gerufen.